# Jarrod Bowen
Jarrod Bowen (Leominster, Inglaterra, 20 de diciembre de 1996) es un futbolista británico que juega de delantero en el West Ham United F. C. de la Premier League de Inglaterra.

## Trayectoria
Tras no ser admitido en las categorías inferiores del Aston Villa F. C. y el Cardiff City F. C., se unió a las del Hereford United F. C., equipo con el que debutó como profesional en 2014 con 17 años. Ese mismo año fichó por el Hull City A. F. C., aunque hasta el 23 de agosto de 2016, en un partido de Copa de la Liga ante el Exeter City F. C., no debutó con el primer equipo. Unos meses después renovó su contrato con los tigres por dos años y en septiembre de 2017 volvió a extender su vinculación con el club hasta 2020. Un mes antes, el 5 de agosto, anotó su primer gol con el club en partido oficial en un empate a uno ante el Aston Villa. Desde entonces, consiguió 54 goles con el equipo hasta que, el 31 de enero de 2020, fue fichado por el West Ham United F. C. para volver a jugar en la Premier League.
Debutó con el conjunto londinense el 19 de febrero en la derrota 2-0 ante el Manchester City F. C. en el Etihad Stadium. En la temporada 2021-22 marcó al K. R. C. Genk en la Liga Europa de la UEFA, siendo este su primer tanto en una competición europea. Arrancó la segunda parte de esa campaña anotando primero el gol que certificaba la clasificación para la cuarta ronda de la FA Cup y después un doblete ante el Norwich City F. C. Esto lo convertía en el jugador inglés que había participado en más goles en lo que se llevaba de curso de cualquier equipo que militaba en la Premier League. En los siguientes encuentros siguió siendo decisivo, clasificando a los hammers para una nueva ronda de la FA Cup y marcando el único tanto de la victoria ante el Watford F. C.
El 7 de junio de 2023 marcó en el minuto 90 de la final de la Liga Europa Conferencia de la UEFA el gol que les permitió derrotar a la ACF Fiorentina y conquistar así el primer título continental desde el año 1965. Además fue incluido en el equipo ideal de la competición. La campaña siguiente siguió haciendo historia para el club e igualó a Paolo Di Canio con el mejor registro goleador en una única edición de la Premier League, con 16 tantos, y en la 2024-25 fue nombrado capitán.

## Selección nacional
El 24 de mayo de 2022 fue convocado por primera vez con la selección de Inglaterra para disputar cuatro encuentros de la Liga de Naciones de la UEFA 2022-23 en el mes de junio. Debutó el día 4 en la derrota por la mínima ante Hungría.
En junio de 2024 fue citado para participar en la Eurocopa 2024. Su estreno en la competición se produjo en el primer encuentro de la fase de grupos en el que disputó el último cuarto de hora del triunfo por la mínima frente a Serbia. También tuvo minutos en el empate ante Dinamarca e Inglaterra acabaría siendo subcampeona tras perder en la final contra España. Ese mismo año consiguió su primer gol con Inglaterra; fue el 17 de noviembre ante Irlanda en la Liga de Naciones de la UEFA 2024-25.

### Participaciones en Eurocopas
| Copa          | Sede     | Resultado  | Partidos | Goles |
| ------------- | -------- | ---------- | -------- | ----- |
| Eurocopa 2024 | Alemania | Subcampeón | 2        | 0     |

## Estadísticas

### Clubes
| Club                             | Div.          | Temporada     | Liga  | Liga  | Copas nacionales | Copas nacionales | Copas internacionales | Copas internacionales | Total | Total |
| Club                             | Div.          | Temporada     | Part. | Goles | Part.            | Goles            | Part.                 | Goles                 | Part. | Goles |
| -------------------------------- | ------------- | ------------- | ----- | ----- | ---------------- | ---------------- | --------------------- | --------------------- | ----- | ----- |
| Hereford United F. C. Inglaterra | 5.ª           | 2013-14       | 8     | 1     | 0                | 0                | ―                     | ―                     | 8     | 1     |
| Hereford United F. C. Inglaterra | Total club    | Total club    | 8     | 1     | 0                | 0                | 0                     | 0                     | 8     | 1     |
| Hull City A. F. C. Inglaterra    | 1.ª           | 2016-17       | 7     | 0     | 2                | 0                | ―                     | ―                     | 9     | 0     |
| Hull City A. F. C. Inglaterra    | 2.ª           | 2017-18       | 42    | 14    | 2                | 1                | ―                     | ―                     | 44    | 15    |
| Hull City A. F. C. Inglaterra    | 2.ª           | 2018-19       | 46    | 22    | 0                | 0                | ―                     | ―                     | 46    | 22    |
| Hull City A. F. C. Inglaterra    | 2.ª           | 2019-20       | 29    | 16    | 3                | 1                | ―                     | ―                     | 32    | 17    |
| Hull City A. F. C. Inglaterra    | Total club    | Total club    | 124   | 52    | 7                | 2                | 0                     | 0                     | 131   | 54    |
| West Ham United F. C. Inglaterra | 1.ª           | 2019-20       | 13    | 1     | ―                | ―                | ―                     | ―                     | 13    | 1     |
| West Ham United F. C. Inglaterra | 1.ª           | 2020-21       | 38    | 8     | 2                | 0                | ―                     | ―                     | 40    | 8     |
| West Ham United F. C. Inglaterra | 1.ª           | 2021-22       | 36    | 12    | 6                | 3                | 9                     | 3                     | 51    | 18    |
| West Ham United F. C. Inglaterra | 1.ª           | 2022-23       | 38    | 6     | 4                | 1                | 12                    | 6                     | 54    | 13    |
| West Ham United F. C. Inglaterra | 1.ª           | 2023-24       | 34    | 16    | 3                | 3                | 7                     | 1                     | 44    | 20    |
| West Ham United F. C. Inglaterra | 1.ª           | 2024-25       | 34    | 13    | 2                | 1                | ―                     | ―                     | 36    | 14    |
| West Ham United F. C. Inglaterra | Total club    | Total club    | 193   | 56    | 17               | 8                | 28                    | 10                    | 238   | 74    |
| Total carrera                    | Total carrera | Total carrera | 325   | 109   | 24               | 10               | 28                    | 10                    | 377   | 129   |
| 1. 2.                            |               |               |       |       |                  |                  |                       |                       |       |       |

## Palmarés

### Títulos internacionales
| Título                             | Club                  | Sede  | Año  |
| ---------------------------------- | --------------------- | ----- | ---- |
| Liga Europa Conferencia de la UEFA | West Ham United F. C. | Praga | 2023 |

### Distinciones individuales
| Distinción                                              | Año  |
| ------------------------------------------------------- | ---- |
| Equipo ideal de la Liga Europa Conferencia de la UEFA   | 2023 |
| Mejor jugador de la temporada del West Ham United F. C. | 2024 |